# Бомбардування Манчестера

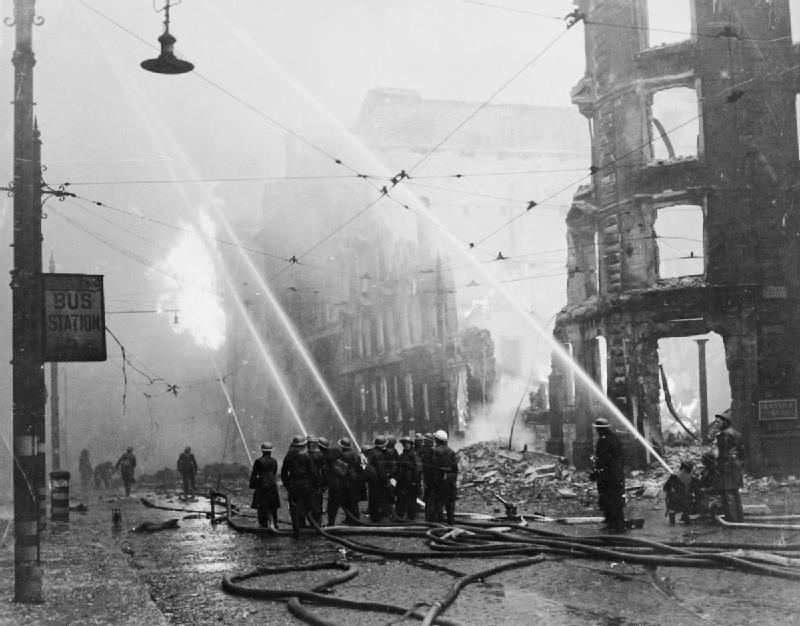
Пожежники борються з вогнем у центрі Манчестера

Бомбардування Манчестера або Манчестерський бліц (англ. Manchester Blitz) — серія масованих бомбардувань міста Манчестер і прилеглих територій у Північно-Західній Англії, здійснених Люфтваффе під час Другої Світової війни.
Є епізодом битви за Британію, виграною Королівськими ВПС та силами протиповітряної оборони.

## Передісторія
Після поразки Франції в бойових діях травня-червня 1940 Адольф Гітлер вирішив вторгнутися на Британські острови, щоб змусити Англію капітулювати. Однак для цього необхідно було завоювати панування у повітрі над Ла-Маншем; в іншому випадку ВПС Великобританії і Королівський військово-морський флот, що набагато перевершував за могутністю Кригсмаріне, могли зірвати десантну операцію.
У серпні 1940 року почалися бомбардування англійських військових аеродромів та військово-промислових центрів Великобританії. До них потрапив і Манчестер.

## Хід бомбардувань
Спочатку головною метою авіанальотів була промислова зона Траффорд Парк у Стретфорді, де розташовувалися заводи, що виробляли бомбардувальники Avro Manchester та двигуни Rolls-Royce Merlin для винищувачів Hawker Hurricane та Supermarine Spitfire. Однак у вересні 1940 року, згідно з директивою Гітлера, Люфтваффе перемістили акцент на бомбардування цивільних об'єктів, що мало зламати моральний дух британців. В результаті збільшилася кількість жертв серед мирного населення.

### Різдвяний бліц
Манчестер зазнав найбільш важких авіанальотів вночі з 22 на 23 і з 23 на 24 грудня 1940 року. Це був час, що передував Різдву, тому бомбардування отримали назву Різдвяний бліц (англ. Christmas Blitz). Під час Різдвяного бліцу було вбито 684 особи та ще 2364 поранено. У Траффорд-Парку було знищено 13 літаків Avro Manchester, випущених заводом Metropolitan Vickers. Були серйозно пошкоджені Манчестерський собор, Зал вільної торгівлі, Королівська біржа, зруйновані тисячі будівель. Всього за 2 ночі німецька авіація скинула на Манчестер 468 тонн фугасних та 1925 запальних бомб. За спогадами очевидиці:

…сирени зазвучали в сутінках 23 грудня… Я була сестрою милосердя в госпиталі Святого Йоанна і одразу побігла у перший медичний пункт через Сеймур-парк. Всюди навколо мене падали бомби. Гуркіт вибухів, стрілянина нашої артилерії, виття бомб, що падали, перетворили мій шлях в дорогу, повну жаху. Манчестер був біснуючим пеклом, охопленим стіною вогню, який освітлював небо на багато миль навколо. В госпиталі були вбиті чотирнадцать сестер милосердя, і пацієнтам, здатним ходити, порадили пробиратись до себе додому. Бомбометання не збиралось втихати, я перебігала від одного укриття до іншого, поки не дісталась до школи Сеймур-парку, де і був перший медичний пункт.
— Оригінальний текст (англ.)
The sirens sounded at dusk on 23rd... As I was a volunteer nurse in the St John Ambulance I ran to the First Aid post through Seymour Park, incendiaries falling all around me. The noise of exploding bombs, chains of shells from our guns exploding in the sky, the terrifying screams of bombs falling made my dash to a shelter a journey of complete horror. Manchester was a raging inferno, encircled by a wall of fire, the sky for miles illuminated. 14 nurses were killed in one hospital and patients who could walk at all were advised to try and find their way home. There was no let up from the bombardment, I dodged from one shelter to another in the park and eventually arrived at Seymour Park School, Eyres Road, which was the local First Aid Post.

### Наступні бомбардування
Бомбардування Манчестера продовжилися і надалі, але їхня інтенсивність знизилася. Як і раніше, руйнувалися як об'єкти ВПК, так і абсолютно мирні будівлі. У травні 1941 року німці розбомбили щойно відкриту фабрику Форда, що спеціалізувалась на авіаційних двигунах. До цього, 11 березня, в ході авіаудару по промислових районах був частково зруйнований стадіон «Олд Траффорд», що належить футбольному клубу «Манчестер Юнайтед».

11 березня 1941 року, після трьохгодинного бомбардування, більше всього жертв було на Вікторія-стріт та Ратленд-стріт, де шість осіб були вбиті фугасами, які зруйнували кілька будівель. Чотирьох осіб, ще живих, витягли з-під завалів на Ерскін-стріт. Один з хлопчиків-продавців газет втратив обох батьків, коли їхній будинок був повністю зруйнований бомбами. Його ліжко разом з ним викинуло на вулицю наче з катапульти, і хлопчику пощастило вижити в цю жахливу ніч…
— Оригінальний текст (англ.)
On 11th March 1941 during a three-hours’ raid, the most serious incidents were in Victoria street and Rutland street, Hulme where six people were killed by HE bombs that destroyed several houses. Four people were rescued alive from debris in Erskine street. One of our paper boys lost both his parents when the family home was totally destroyed by a bomb. His bed was catapulted over the rubble into the street with him in it and he was very lucky to survive this terrifying ordeal...
У грудні 1944 року, знову напередодні Різдва, Манчестер зазнав бомбардування ракетами Фау-1. Більшість з них пройшли повз цілі, не завдавши великої шкоди, але одна ракета розірвалася в Олдемі, вбивши 32 людини.

## Галерея

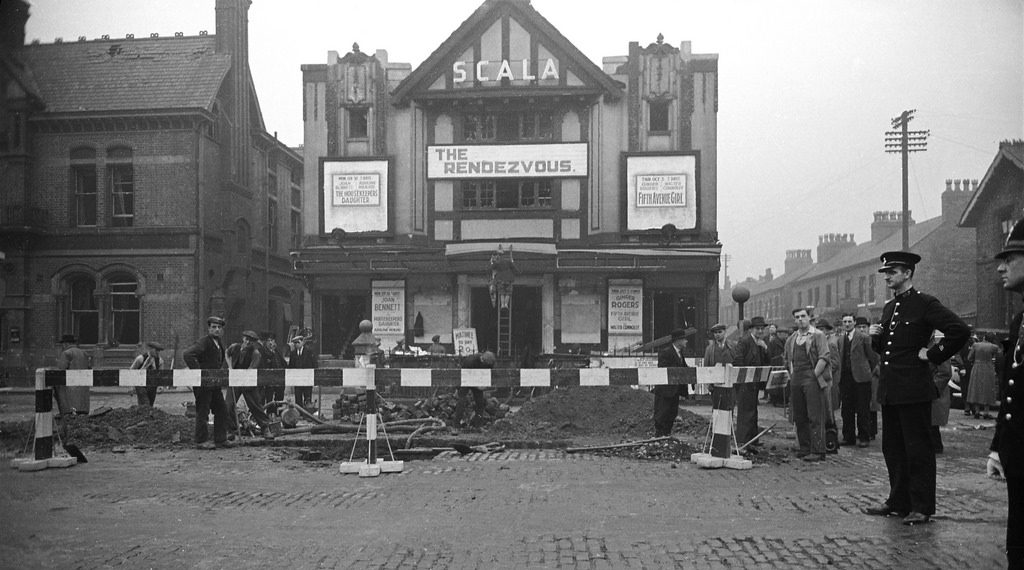
Поліцейська огорожа та вирва від вибуху бомби перед кінотеатром Scala (2 жовтня 1940)
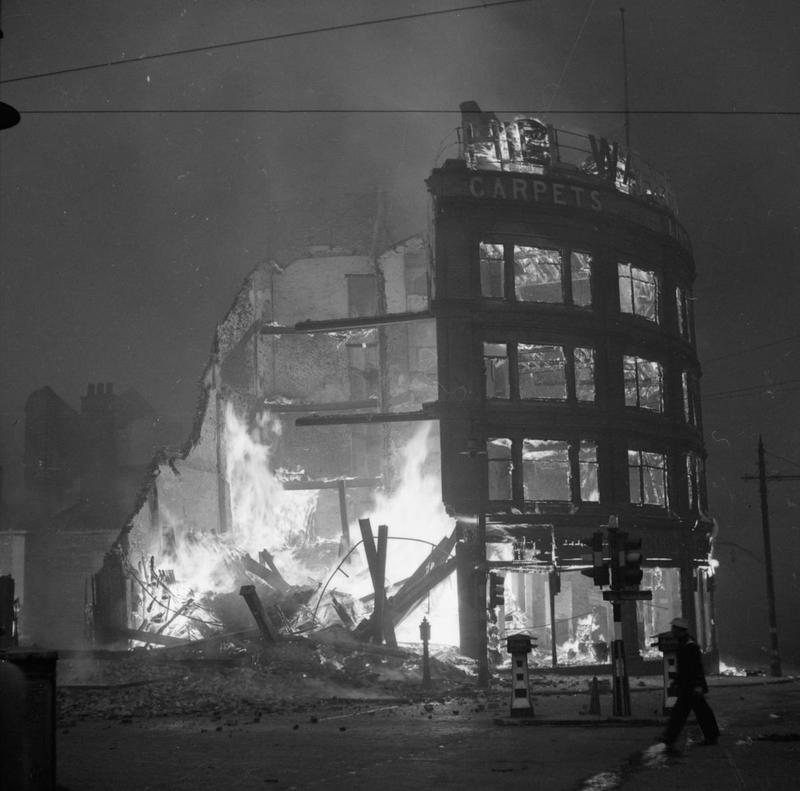
Будинок, що горить, в Манчестері (23 грудня 1940)
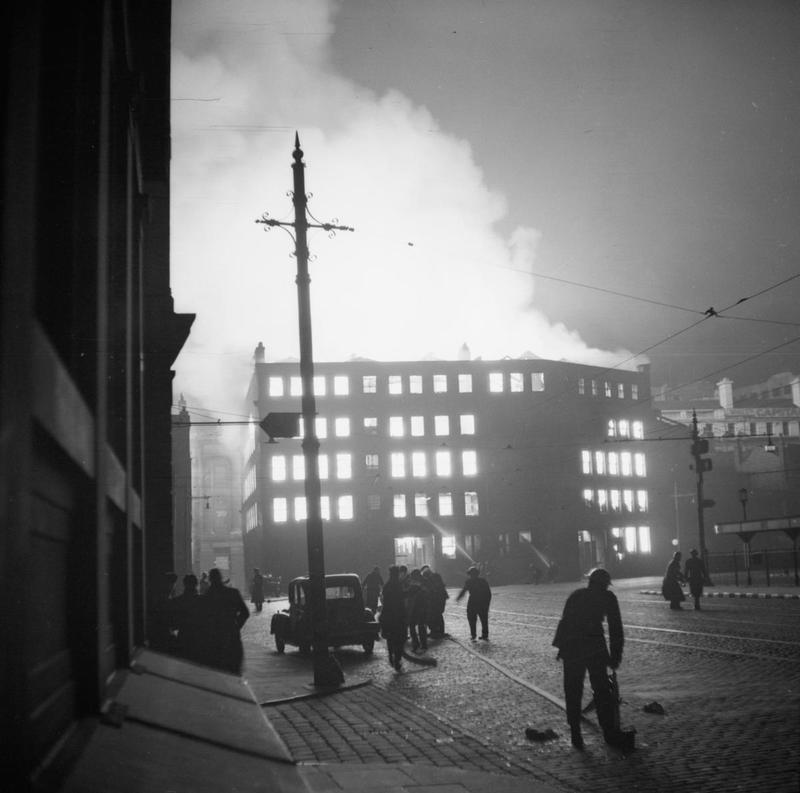
Пожежники борються з наслідками Різдвяного бліцу (23 грудня 1940)